# Kalidasia radiata
Kalidasia radiata és una espècie d'insecte pertanyent a la família dels pèrlids i l'única del gènere Kalidasia.